# Aeropuerto Internacional General Cipriano Castro
El Aeropuerto Internacional General Cipriano Castro (IATA: SVZ', OACI: SVSA), es un aeropuerto civil ubicado en San Antonio del Táchira, capital del municipio Bolívar del estado Táchira. Pese a haber sido reactivado en julio de 2013, no recibió todos los permisos para operar y hasta septiembre de 2015 careció de operaciones regulares, convirtiéndose en un símbolo del derroche que caracteriza el desarrollo de la crisis en Venezuela. 
Es uno de los 5 aeropuertos de la región fronteriza Cúcuta - San Cristóbal, siendo los otros SKCC, SVSO, SVLF y SVPM
El 28 de septiembre de 2023 cambió su nombre a Aeropuerto General Cipriano Castro.

## Ubicación
El aeropuerto se emplaza a 50 km de la capital del Estado, además de otros núcleos turísticos como Rubio (Venezuela), La Fría, San Juan de Colón o industriales como Ureña (Táchira). Está a unos minutos del Aeropuerto de Paramillo y del Aeropuerto Internacional de Santo Domingo ambos implantados durante largo tiempo. También se halla a un lado del triángulo de grandes aeropuertos internacionales, el Aeropuerto Internacional Camilo Daza de Cúcuta, se ubica a 10 km al noroeste, aproximadamente se tarda unos diez minutos en llegar por vía terrestre a la capital del departamento colombiano de Norte de Santander. 
La primera ciudad importante es San Cristóbal, 50 km al este. El interior está poco desarrollado. Las siguientes áreas metropolitanas significativas, están atendidas por sus propios aeropuertos. La orografía del terreno es irregular, con un régimen de vientos poco apropiado, lo que dificultó y encareció la construcción y operación. Los pilotos aseguran  que la pista la mayoría de veces se presentan dificultades para el aterrizaje , su pista aparte de ser corta tiene una pequeña elevación al extremo norte y por el otro lado a aproximadamente a unos dos kilómetros una montaña y mucho viento cruzado a la hora de la aproximación.

## Historia
Para el año de 1933, el dictador Juan Vicente Gómez nacionaliza la línea de aviación comercial francesa que venía operando en Venezuela desde 1930 y crea la Línea Aeropostal Venezolana y ordena la construcción de campos de aterrizaje entre las principales ciudades del país, entre ellos el de la ciudad de San Antonio del Táchira, su tierra natal.

### En operación
El primer vuelo comercial fue un chárter  que llevaba el nombre "General Páez" llevando como pasajeros distinguidas personalidades de la política, la Empresa Aeropostal, la prensa caraqueña y militares, entre ellos el Capitán de Ingenieros Dr. Esteban Acuña, natural de San Antonio, quedando así inaugurado la ruta Maracay - San Antonio del Táchira.
Es el Aeropuerto más antiguo del país e importante del estado Táchira, y uno de los más importantes de la región andina de Venezuela, sirve como puente entre Colombia y Venezuela al encontrarse a unos 6 km de la frontera colombo-venezolana. 

### Problemas
Para 2020, no llegan vuelos al aeropuerto internacional Juan Vicente Gómez por la crisis económica la cual está sufriendo Venezuela ya que las aerolíneas nacionales han tenido que bajar la frecuencia de los vuelos a todas las regiones del país por su falta de Divisas. Se espera pronto volver a reanudar las Operaciones en este Aeropuerto y recibir una nueva frecuencia de la Aerolínea Nacional Avior Airlines. Mientras tanto las demás aerolíneas quieren viajar directamente al Aeropuerto Internacional Camilo Daza para reemplazar las operaciones del Juan Vicente Gómez, pero hasta el momento no se ha recibido respuesta por parte de las autoridades colombianas. La aerolínea Estelar Latinoamérica estuvo prestando el servicio directo en la ruta CUC-PMV por determinado tiempo, a falta de las operaciones en San Antonio.

## Operaciones
El aeropuerto permanece abierto al tráfico de lunes a domingo entre las 6:00 y las 18:00 (hora local), pudiendo operar fuera de este horario previo requerimiento. Dispone de suministro de combustible de aviación y servicio de handling, bomberos, aduana, entre otros. 
Es usado regularmente por los habitantes de la ciudad de Cúcuta para viajar a Venezuela y así evitar el pago de un vuelo internacional originado desde Colombia. La cercanía de dicho aeropuerto con el límite internacional con Colombia es tal, que los aviones al momento de aterrizar y despegar entran en el espacio aéreo colombiano para luego entrar nuevamente en el espacio aéreo venezolano.
El 23 de julio de 2013 empezó a operar vuelos regulares de la compañía Conviasa con un vuelo procedente de Caracas. Según declaraciones de su director, durante los primeros tres meses de 2014 operaron un promedio de entre dos y tres vuelos regulares con menos de 200 pasajeros al día, pero este fue suspendido cuando el aeropuerto dejó de operar a causa de la crisis.
Tras su reapertura en el año 2023 el Aeropuerto a través de Gaceta Oficial 42.724, el nombre de Aeropuerto Aeropuerto Internacional General Cipriano Castro.

## Aerolíneas y destinos
| Destinos por aerolínea                  | Destinos por aerolínea            |
| Aerolínea                               | Ciudad                            |
| --------------------------------------- | --------------------------------- |
| Conviasa 3 destinos                     | Barquisimeto / Caracas / Valencia |
| Estelar Latinoamérica 2 destinos        | Caracas / Porlamar                |
| Rutaca Airlines 3 destinos              | Barquisimeto / Caracas / Valencia |
| Total: 4 destinos, 1 país, 3 aerolíneas |                                   |

### Destinos nacionales
| Ciudades                                                             | Nombre del aeropuerto                                                | Aerolíneas (frecuencias semanales) | Aerolíneas (frecuencias semanales) | Aerolíneas (frecuencias semanales) | Aerolíneas (frecuencias semanales) |
| Ciudades                                                             | Nombre del aeropuerto                                                | Rutaca Airlines                    | Conviasa                           | Estelar Latinoamérica              | #                                  |
| -------------------------------------------------------------------- | -------------------------------------------------------------------- | ---------------------------------- | ---------------------------------- | ---------------------------------- | ---------------------------------- |
| Carabobo - Valencia                                                  | Aeropuerto Internacional Arturo Michelena                            | ● (3)                              | ● (1)                              |                                    | 2 (4)                              |
| Distrito Capital - Caracas                                           | Aeropuerto Internacional de Maiquetía Simón Bolívar                  | ● (5)                              | ● (5)                              | ● (7)                              | 3 (17)                             |
| Lara - Barquisimeto                                                  | Aeropuerto Internacional Jacinto Lara                                | ● (2)                              | ● (1)                              |                                    | 2 (3)                              |
| Nueva Esparta - Porlamar                                             | Aeropuerto Internacional del Caribe Santiago Mariño                  |                                    |                                    | ● (1)                              | 1 (1)                              |
| Total: 4 destinos, 4 estados, 3 aerolíneas, 26 frecuencias semanales | Total: 4 destinos, 4 estados, 3 aerolíneas, 26 frecuencias semanales | 4 (11)                             | 3 (7)                              | 2 (8)                              | 5 (26)                             |

Aeronaves
- Conviasa: Embraer 190
- Estelar Latinoamérica: B737-300
- Rutaca Airlines: B737-300

### Antiguos destinos nacionales
- SBA Airlines
  - Caracas, Distrito Capital / Aeropuerto Internacional de Maiquetía Simón Bolívar
  - Maracaibo, Zulia / Aeropuerto Internacional de La Chinita
  - Mérida, Mérida / Aeropuerto Alberto Carnevali

- Avensa
  - Caracas, Distrito Capital / Aeropuerto Internacional de Maiquetía Simón Bolívar
  - Porlamar, Nueva Esparta / Aeropuerto Internacional del Caribe Santiago Mariño
  - Maracaibo, Zulia / Aeropuerto Internacional de La Chinita

- Aserca Airlines
  - Caracas, Distrito Capital / Aeropuerto Internacional de Maiquetía Simón Bolívar

- Laser Airlines
  - Caracas, Distrito Capital / Aeropuerto Internacional de Maiquetía Simón Bolívar

- Aeropostal Alas de  Venezuela
  - Valencia, Carabobo / Aeropuerto Internacional Arturo Michelena
  - Maracaibo, Zulia/  Aeropuerto Internacional de La Chinita
  - Barquisimeto, Lara / Aeropuerto Internacional Jacinto Lara
  - Caracas, Distrito Capital / Aeropuerto Internacional de Maiquetía Simón Bolívar

### Antiguos destinos internacionales
- Avensa
  - Medellín, Colombia* / Aeropuerto Internacional José María Córdova
- Servivensa
  - Oranjestad, Aruba/ Aeropuerto Internacional Reina Beatrix
  - Medellín, Colombia* / Aeropuerto Internacional José María Córdova

## [7]Referencias
1. ↑  «La negligencia en uniforme tomó aeropuerto de Táchira». 12 de marzo de 2016. Consultado el 16 de abril de 2017.
2. ↑  «http://www.producto.com.ve/pro/nacionales-negocios/nico-aeropuerto-que-est-funcionando-t-chira-fr». 27 de agosto de 2015.
3. ↑  «Renombraron el aeropuerto de San Antonio del Táchira como “Cipriano Castro” de forma sorpresiva». El Nacional. 15 de octubre de 2023.
4. ↑  «Aeropuerto de San Antonio del Táchira tiene año y medio sin vuelos comerciales». www.lapatilla.com. Consultado el 23 de febrero de 2017.
5. ↑  «San Antonio SAT - Salidas y llegadas». Archivado desde el original el 16 de abril de 2017. Consultado el 16 de abril de 2017.
6. ↑  «http://www.noticias24.com/venezuela/noticia/182419/reactivan-los-vuelos-de-conviasa-en-la-ruta-maiquetia-san-antonio/». Archivado desde el original el 16 de abril de 2017. Consultado el 16 de abril de 2017.
7. ↑  Cúcuta, La Opinión. «60 pasajeros por vuelo: así será el transporte aéreo en San Antonio». Noticias de Norte de Santander, Colombia y el mundo. Consultado el 23 de agosto de 2023.

- Datos: Q555454